# Авансова закупівля
Ава́нсова закупі́вля (авансова закупка) — форма комерційно-торговельних операцій, договірних зобов'язань. Сторона, зацікавлена у продажу своїх товарів у вигляді авансових поставок, надає визначеному покупцю (партнеру) початкове незначні партії товару на підставі відповідних договорів (угод). Товари можуть надаватись на засадах передоплати, неповної оплати або авансом з оплатою (розрахунком) після продажу товару стороною-покупцем. Покупець, у ролі якого найчастіше виступають гуртові (оптові) чи роздрібні торговельні організації, зацікавлений у розширенні свого асортиментного торгового набору та можливостями завоювання регіонального й товарного ринків, здійснює авансові закупки як додатковий засіб розширення своєї діяльності і набуття додаткових прибутків без додаткових капіталовкладень. У договорах авансової закупівлі товарів можуть передбачатись умови проведення маркетингових акцій з метою вивчення і прогнозування кон'юнктури ринку, формування попиту населення.
Ава́нсові заку́пки передбачають, що приблизно 50 % вартості зустрічної поставки є автоматично початком основної.
По завершенню основної поставки різниця вартості доплачується другим постачальником в грошовій формі.